# Tsel ha-Olam
Tsel ha-Olam (« l'ombre du monde ») est un livre en hébreu qui traite d'astronomie et de sciences naturelles.  Il s'agit d'une traduction de l’Image du monde de Gautier de Metz. L'ouvrage était populaire parmi les communautés juives ashkénazes. Il en existe deux manuscrits : le manuscrit Günzburg 287 qui se trouve aujourd'hui à la Bibliothèque d'État de Russie et le manuscrit Oppenheim 579 de la bibliothèque Bodléienne. Le texte hébraïque est imprimé pour la première fois à Amsterdam en 1733.  L'édition Amsterdam attribue le livre à Mattithiah ben Salomon Delacrut, un kabbaliste et astronome polonais juif du XVIe siècle. Adolf Neubauer a contesté cette attribution. Selon lui, l'auteur pourrait être Hayyim Deulacret, un rabbin londonien du XIIIe siècle.
Dans son roman Les Voyages de Benjamin III, Mendele Moïkher Sforim présente son héros Benjamin comme un lecteur assidu du Tsel Olam qui l'inspire pour son projet de découvrir le monde.